# شامسة بيضاء
شامسة بيضاء (الاسم العلمي: Heliothis albida) هي نوع من الحشرات يتبع جنس الشامسة من فصيلة الليليات.